# Linda Brown (activiste)
Linda Carol Brown Thompson (Topeka (Kansas), 20 februari 1943 – Topeka, 25 maart 2018) was een Amerikaanse burgerrechtenactiviste. Ze was vooral bekend van de Hooggerechtshofzaak Brown v. Board of Education.

## Biografie
In 1951 startte haar vader Oliver Brown een rechtszaak tegen de lokale school die Linda Brown weigerde in te schrijven. Dit mondde uit in de rechtszaak Brown v. Board of Education die op 14 mei 1954 unaniem beslist werd in het voordeel van Brown waarmee feitelijk de segregatie van scholen verboden werd. Thurgood Marshall was haar advocaat destijds.
Ze overleed op 75-jarige leeftijd. Ze had twee kinderen uit haar eerste huwelijk dat eindigde in een scheiding. Zowel haar tweede als derde echtgenoot waren reeds eerder overleden.